# Bryan May
Pour les articles homonymes, voir May.
Bryan J. May, né le 19 septembre 1974, est un homme politique canadien, élu lors des élections fédérales canadiennes de 2015, 2019 et 2021, député de la circonscription de Cambridge à la chambre des communes du Canada. Il est membre du Parti libéral du Canada.
May s'est présenté pour la première fois à l'élection fédérale de 2011 pour le Parti libéral, et est arrivé en troisième position, face à Gary Goodyear. May est acclamé pour représenter le Parti libéral à nouveau à l'élection de 2015, en mai 2015.
Le 3 décembre 2021, le premier ministre Justin Trudeau annonce la nomination de May comme secrétaire parlementaire auprès de la ministre de la défense nationale, Anita Anand.

## Au parlement

### 42elégislature
Pendant la 42e législature canadienne, May s'est exprimé pour la première fois le 11 décembre 2015 pour évoquer la mort d'un éminent électeur de sa circonscription. Il prend ensuite la parole à plusieurs reprises sur des sujets variés. Le 25 janvier 2016, May introduit son premier projet de loi (émanent d'un député), le texte C-240. Celui-ci vise à amender la loi de l'impôt sur le revenu afin d'introduire un crédit d'impôt non remboursable pour les particuliers s'entraînant aux gestes de premier secours, réanimation cardiopulmonaire et d'utilisation d'un défibrillateur automatique externe. Le gouvernement libéral s'y oppose en seconde lecture, surtout en raison d'inquiétudes à propos de son équité et de son efficacité, de la complexité ajoutée au code fiscal et à la responsabilité fiscale. Après avoir été confié au comité pour la finance, le texte a été abandonné.

### 43elégislature
Pendant le 43e parlement, May sert de président pour le Comité permanent des anciens combattants (ACVA), président du sous-comité dédié à l'ordre du jour et à la procédure de l'ACVA, et membre du comité de liaison.
Pendant ce même parlement, May introduit un nouveau projet de loi, le texte C-272, Loi modifiant la Loi sur le droit d’auteur (diagnostic, entretien ou réparation) cherchant à la légaliser le contournement d'un programme de gestion des droits numériques, si et seulement si le contournement est réalisé dans un but de diagnostic, maintenance et de réparation d'un produit. Le texte est mis au vote et passe en comité le 2 juin 2021 avec un soutien transpartisan. Toutefois, le texte meurt en comité lorsque le parlement se termine en août.

### 44elégislature
En sa qualité de secrétaire parlementaire auprès de la ministre Anand, Bryan May répond à plusieurs questions sur la politique de défense du Canada au cours des sessions parlementaires. Ainsi, il s'implique dans le dossier sur la guerre en Ukraine en mars 2022 et souligne l'envoi d'armes à l'Ukraine d'une valeur totale de 100 millions de dollars lors d'une session. 

## Résultats électoraux
Bryan May se présente pour la première fois en 2011 dans la circonscription de Cambridge mais est largement défait par Gary Goodyear, député depuis 2004. La vague libérale de 2015 le propulse cependant à la première place. Il parvient à étendre sa majorité en 2019 malgré un score inférieur. Cependant, en 2021, la candidate conservatrice entame l'avance de Bryan May et il s'agit de l'élection la plus serrée dans la circonscription depuis 2004. May est tout de même réélu.
|       | Candidat          | Parti              | # de voix | % des voix |
|       | (X) Gary Goodyear | Conservateur       | +20 613,  | 38,65 %    |
|       | Bryan May         | Libéral            | +23 024,  | 43,17 %    |
|       | Bobbi Stewart     | NPD                | +07 397,  | 13,87 %    |
|       | Michele Braniff   | Vert               | +01 723,  | 3,23 %     |
|       | Manuel Couto      | Marxiste-léniniste | +00108,   | 0,2 %      |
|       | Lee Sperduti      | Indépendant        | +00474,   | 0,89 %     |
| Total | Total             | Total              | 53 339    | 100 %      |

|       | Candidat          | Parti              | # de voix | % des voix |
|       | (x) Gary Goodyear | Conservateur       | +29 394,  | 53,4 %     |
|       | Bryan May         | Libéral            | +08 285,  | 15,05 %    |
|       | Susan Galvao      | NPD                | +15 238,  | 27,68 %    |
|       | Jacques Malette   | Vert               | +01 978,  | 3,59 %     |
|       | Manuel Couto      | Marxiste-léniniste | +00153,   | 0,28 %     |
| Total | Total             | Total              | 55 048    | 100 %      |